# Subdivisões do Chile

## Regiões
O Chile está dividido em 16 regiões, 57 províncias e 346 comunas.
- Regiões naturais do Chile
- Divisão eleitoral do Chile

## Províncias
Estão encabeçadas por um Governador Provincial, nomeado e de confiança do Presidente da República. Exerce suas atribuições de acordo as instruções do Intendente. Esta assessorado por um Conselho Econômico e Social Provincial (CESPRO).
Atualmente (2025), existe um total de 57 províncias.

## Comunas
- Comunas do Chile